# Igrzyska Konferencji Pacyfiku
Igrzyska Konferencji Pacyfiku – międzynarodowe zawody lekkoatletyczne organizowane w latach 1969–1985.
Idea stworzenia tych zawodów powstała podczas letniej uniwersjady w 1967 w Tokio, która była zbojkotowana przez Związek Radziecki i sprzymierzone z nim państwa. Przedstawiciele pięciu państw: Australii, Japonii, Kanady, Nowej Zelandii i  Stanów Zjednoczonych uzgodnili, że co cztery lata w roku poolimpijskim będą się odbywały zawody lekkoatletyczne skupiające sportowców z tych pięciu państw.
Odbyło się pięć edycji igrzysk Konferencji Pacyfiku. Do udziału w igrzyskach w 1981 dopuszczono lekkoatletów z wszystkich państw, w tym z Polski. Zwycięzcami zawodów w 1981 pochodzącymi spoza państw–założycieli byli András Paróczai, Bronisław Malinowski, Miklós Németh, Grażyna Rabsztyn i Tessa Sanderson.

## Edycje
| lp. | rok  | miasto – organizator |
| --- | ---- | -------------------- |
| I   | 1969 | Tokio                |
| II  | 1973 | Toronto              |
| III | 1977 | Canberra             |
| IV  | 1981 | Christchurch         |
| V   | 1985 | Berkeley             |

## Tabela medalowa
| Poz. | Państwo           |    |    |    | Łącznie |
| 1.   | Stany Zjednoczone | 76 | 36 | 29 | 141     |
| 2.   | Australia         | 50 | 51 | 45 | 146     |
| 3.   | Kanada            | 22 | 39 | 36 | 97      |
| 4.   | Nowa Zelandia     | 9  | 19 | 30 | 58      |
| 5.   | Japonia           | 7  | 27 | 32 | 66      |
| 6.   | Polska            | 2  | 1  | 2  | 5       |
| 7.   | Wielka Brytania   | 2  | 0  | 1  | 3       |
| 8.   | Węgry             | 2  | 0  | 0  | 2       |
| 9.   | Chiny             | 1  | 0  | 1  | 2       |
| 10.  | RFN               | 1  | 0  | 0  | 1       |